# Team Milram/2009
Deze pagina geeft een overzicht van de Milram-wielerploeg in 2009.

## Algemeen
Sponsors: Nordmilch
Algemeen manager: Gerrie van Gerwen
Ploegleiders: Vittorio Algeri, Antonio Bevilacqua, Oscar Pellicioli
Fietsmerk: Focus
Materiaal en banden: SRAM, Continental

## Renners
| Naam                | Geboortedatum | Nationaliteit | Ploeg 2008        |
| ------------------- | ------------- | ------------- | ----------------- |
| Luca Barla          | 29-09-1987    | Italië        |                   |
| Gerald Ciolek       | 19-09-1986    | Duitsland     | Team Columbia     |
| Markus Eichler      | 03-05-1985    | Duitsland     |                   |
| Robert Förster      | 27-01-1978    | Duitsland     | Team Gerolsteiner |
| Markus Fothen       | 09-09-1981    | Duitsland     | Team Gerolsteiner |
| Thomas Fothen       | 06-04-1983    | Duitsland     | Team Gerolsteiner |
| Johannes Fröhlinger | 06-06-1985    | Duitsland     | Team Gerolsteiner |
| Artur Gajek         | 21-02-1985    | Duitsland     |                   |
| Linus Gerdemann     | 16-09-1982    | Duitsland     | Team Columbia     |
| Servais Knaven      | 06-03-1971    | Nederland     | Team Columbia     |
| Christian Knees     | 05-03-1981    | Duitsland     |                   |
| Christian Kux       | 03-03-1985    | Duitsland     |                   |
| Martin Müller       | 05-04-1974    | Duitsland     |                   |
| Dominik Roels       | 21-01-1987    | Duitsland     |                   |
| Thomas Rohregger    | 23-12-1983    | Oostenrijk    | Elk Haus-Simplon  |
| Matthias Russ       | 14-11-1983    | Duitsland     | Team Gerolsteiner |
| Ronny Scholz        | 24-04-1978    | Duitsland     | Team Gerolsteiner |
| Björn Schröder      | 27-10-1980    | Duitsland     |                   |
| Wim Stroetinga      | 23-05-1985    | Nederland     | beloften          |
| Niki Terpstra       | 18-05-1984    | Nederland     |                   |
| Martin Velits       | 21-02-1985    | Slowakije     |                   |
| Peter Velits        | 21-02-1985    | Slowakije     |                   |
| Paul Voss           | 26-03-1986    | Duitsland     | beloften          |
| Fabian Wegmann      | 20-06-1980    | Duitsland     | Team Gerolsteiner |
| Peter Wrolich       | 30-05-1974    | Oostenrijk    | Team Gerolsteiner |

## Belangrijke overwinningen
| Challenge Mallorca 5e etappe (Trofeo Calvia): Gerald Ciolek Ronde van Turkije 7e etappe: Robert Förster Ronde van Beieren Eindklassement: Linus Gerdemann | Critérium du Dauphiné Libéré 3e etappe: Niki Terpstra GP Kanton Aargau Winnaar: Peter Velits Ster Elektrotoer 1e etappe: Niki Terpstra | Ronde van Spanje 2e etappe: Gerald Ciolek |